# Locomotiva Thomas și prietenii săi (sezonul 10)
Locomotiva Thomas și prietenii săi este o serie de televiziune bazată pe Seria Căilor Ferate scrisă de Wilbert Awdry, în care ne este prezentată viața unui grup de locomotive și vehicule cu trăsături umane, ce trăiesc pe Insula Sodor.
Acest articol se referă la Sezonul 10. A fost produs în anul 2006 de HIT Entertainment.

## Difuzare în România
Acest sezon va fi difuzat pe postul TV JimJam, și va fi dublat în limba română.

## Sezonul 10
| #   | #  | Titlu Original                    | Titlu Română                       |
| --- | -- | --------------------------------- | ---------------------------------- |
| 235 | 1  | Follow that Flour                 | Urmărește Dâra de Făină            |
| 236 | 2  | A Smooth Ride                     | O Călătorie Lină                   |
| 237 | 3  | Thomas and the Jet Plane          | Thomas și Avionul cu Reacție       |
| 238 | 4  | Percy and the Funfair             | Percy și Carnavalul                |
| 239 | 5  | The Green Controller              | Controlorul cel Verde              |
| 240 | 6  | Duncan Drops a Canger             | Duncan Scapă un Clopot             |
| 241 | 7  | Thomas' Tricky Tree               | Copacul Țepos al lui Thomas        |
| 242 | 8  | Toby's Afternoon Off              | Dupăamiaza Liberă a lui Toby       |
| 243 | 9  | It's Good to be Gordon            | E Bine să fii Gordon               |
| 244 | 10 | Seeing the Sights                 | Admirând Previliștile              |
| 245 | 11 | Fearless Freddie                  | Freddie Neînfracatul               |
| 246 | 12 | Toby's New Shed                   | Noul Depou al lui Toby             |
| 247 | 13 | Edward Strikes Out                | Edward O Dă în Bară                |
| 248 | 14 | Topped Off Thomas                 | Thomas Poartă Pălărie              |
| 249 | 15 | Which Way Now?                    | Acum Încotro?                      |
| 250 | 16 | Thomas and the Shooting Star      | Thomas și Steaua Căzătoare         |
| 251 | 17 | Big Strong Henry                  | Henry cel Mare și Puternic         |
| 252 | 18 | Sticky Toffee Thomas              | Thomas Învelit în Caramel          |
| 253 | 19 | Wharf and Peace                   | Liniște la Debarcader              |
| 254 | 20 | Thomas' Frosty Friend             | Prietenul Înghețat al lui Thomas   |
| 255 | 21 | Emily and the Special Coaches     | Emily și Vagoanele Speciale        |
| 256 | 22 | Thomas and the Colors             | Thomas și Culorile                 |
| 257 | 23 | Thomas and the Birthday Mail      | Thomas și Trenul Poștal cu Cadouri |
| 258 | 24 | Duncan's Bluff                    | Cacealmaua lui Duncan              |
| 259 | 25 | Missing Trucks                    | Vagoanele Dispărute                |
| 260 | 26 | Thomas and the Treasure           | Thomas și Comoara                  |
| 261 | 27 | James the Second Best             | James este pe Locul Doi            |
| 262 | 28 | Thomas and Skarloey's Big Day Out | Thomas și Aventura lui Skarloey    |